# Watford Football Club Women
Il Watford Football Club Women, già Watford Ladies Football Club e Watford Football Club Ladies, meglio noto come Watford, è una società sportiva di calcio femminile inglese con sede a Kings Langley, nell'Hertfordshire, militante in Southern Division della FA Women's National League, terzo livello del campionato inglese di categoria. La squadra, pur avendo in comune simbolo e colori sociali del Watford Football Club maschile, è solo affiliata al club con sede a Watford, del quale fu la sezione femminile prima di creare una società indipendente nel 2014.

## Organico

### Rosa 2021-2022
Rosa ruoli e numeri di maglia come da sito ufficiale Watford FC, aggiornati al 25 settembre 2021
| N. |                        | Ruolo | Calciatrice         |
| -- | ---------------------- | ----- | ------------------- |
| 1  | Inghilterra (bandiera) | P     | Mia Smith           |
| 2  | Inghilterra (bandiera) | D     | Ryah Vyse           |
| 3  | Inghilterra (bandiera) | A     | Rosie Kmita         |
| 4  | Inghilterra (bandiera) | D     | Ylenia Priest       |
| 5  | Inghilterra (bandiera) | D     | Anne Meiwald        |
| 6  | Inghilterra (bandiera) | D     | Renée Hector        |
| 7  | Galles (bandiera)      | A     | Sarah Wiltshire     |
| 8  | Inghilterra (bandiera) | A     | Amber Stobbs        |
| 9  | Inghilterra (bandiera) | A     | Anaisa Harney       |
| 10 | Galles (bandiera)      | A     | Helen Ward          |
| 11 | Inghilterra (bandiera) | C     | Adekite Fatuga-Dada |
| 12 | Inghilterra (bandiera) | C     | Leanne Bell         |

| N. |                        | Ruolo | Calciatrice      |
| -- | ---------------------- | ----- | ---------------- |
| 13 | Irlanda (bandiera)     | C     | Emma Beckett     |
| 14 | Inghilterra (bandiera) | C     | Francesca Ali    |
| 16 | Inghilterra (bandiera) | C     | Gemma Biggadike  |
| 17 | Inghilterra (bandiera) | C     | Megan Chandler   |
| 18 | Inghilterra (bandiera) | C     | Rubie Smith      |
| 20 | Inghilterra (bandiera) | A     | Chiara Meola     |
| 21 | Inghilterra (bandiera) | A     | Flo Fyfe         |
| 22 | Inghilterra (bandiera) | C     | Jenna Legg       |
| 27 | Inghilterra (bandiera) | C     | Corinne Henson   |
| 29 | Inghilterra (bandiera) | P     | Georgia Ferguson |
| 35 | Inghilterra (bandiera) | D     | Georgia Clifford |